# YJ-12 (ミサイル)
YJ-12は、中華人民共和国が開発した空対艦ミサイル。

## 概要
情報が限られており、詳細については不明の部分も多い。その模型は展示されたことがあり、それによると、ラムジェット推進の超音速ミサイルである。安定フィンが後部に、X字状に4枚ついており、方形の空気取り入れ口が左右二ヶ所についている。ラムジェット点火用のブースターも一体化している。
2013年ネット上にYJ-12と書かれたミサイルの一部が写った写真がアップロードされており、その写真では長方形状の空気取り入れ口または補助推進装置が4本X字状についており、それぞれに2枚ずつ、計8枚の安定フィンが付いた形状をしている事が確認でき上記の模型とは大きくデザインが異なる。
アメリカ戦略国際問題研究所の軍事専門家であるリチャード・フィッシャーによれば、射程は400kmに達しH-6K爆撃機に搭載できるとしている。また、マッハ3で300km、マッハ4で400kmの射程に達するとの推測もある。
YJ-12の攻撃方法は大きく2種類に分けられ、1つ目は巡航速度マッハ約1.5で高度12〜15mを飛行し、終末誘導時に高度を3〜5mに下げ、最高速度（マッハ3から3.5）まで加速して攻撃する方法である。2つ目は高度約15kmを高速巡航し、終末誘導時にシースキミングして攻撃するか、目標上空まで飛行して上空から直接攻撃する方法である。前者の攻撃方法は射程が約150kmと短いがステルス性は高く、後者の攻撃方法は最大300kmの射程に達することができる。
ミサイルのファミリー化により、これを母体とした対レーダーミサイルを開発しているとも伝えられる。
2015年中国人民抗日戦争・世界反ファシズム戦争勝利70周年記念式典においてパレード展示されたことにより実戦配備が始まったことが分かった。